# 皱叶毛建草
皱叶毛建草（学名：Dracocephalum bullatum）为唇形科青兰属下的一个种。

## 扩展阅读
- 維基物種上的相關：皱叶毛建草